# Taylor Hawkins
Oliver Taylor Hawkins (ur. 17 lutego 1972 w Fort Worth, zm. 25 marca 2022 w Bogocie) – amerykański muzyk, perkusista zespołu Foo Fighters.

## Życiorys
Przed dołączeniem do zespołu Foo Fighters w 1997, był gościnnym perkusistą Alanis Morissette na jej trasie koncertowej Jagged Little Pill Tour, jak również w zespole rocka progresywnego Sylvia. W 2008 udzielił głosu w chórkach na albumie Queen + Paul Rodgers – The Cosmos Rocks, w utworze C-lebrity. W 2010 założył zespół Taylor Hawkins & the Coattal Riders; w maju tego samego roku odbył się koncert tego zespołu w Londynie; jako goście na koncercie wystąpili muzycy Queen: Brian May i Roger Taylor.
W 2005 uznany przez brytyjski magazyn „Rhythm” za najlepszego rockowego perkusistę. Od 1997 zmagał się z uzależnieniem od narkotyków. W 2001 przebywał w dwutygodniowej śpiączce po zmieszaniu alkoholu i środków przeciwbólowych.

## Życie prywatne
Hobby Taylora było kolarstwo górskie (Topanga Canyon, California). Był wielkim fanem zespołu Queen. Czasami występował z zestawem perkusyjnym, którego naciąg bębna basowego zdobi twarz Freddiego Mercurego. Taylor wraz z żoną Alyson miał trójkę dzieci: Oliver Shane (po śmierci ojca występującego okazjonalnie na koncertach Foo Fighters w roli perkusisty), Annabelle i Everleigh.

### Śmierć
25 marca 2022 Hawkins przebywał w Bogocie w Kolumbii, gdzie wieczorem miał wystąpić z zespołem Foo Fighters na festiwalu Picnic Stereo. Po tym, jak Hawkins skarżył się na bóle w klatce piersiowej, do jego pokoju w hotelu Four Seasons Casa Medina wezwano pogotowie ratunkowe. Przybyli na miejsce ratownicy medyczni stwierdzili, że Hawkins nie reaguje; przeprowadzili resuscytację krążeniowo-oddechową, ale stwierdzono zgon na miejscu, w wieku 50 lat. Przyczyna zgonu nie została natychmiast ujawniona. Doniesiono, że perkusista zespołu Mötley Crüe – Tommy Lee był jedną z ostatnich osób, które rozmawiały z Hawkinsem, zaledwie kilka godzin przed jego śmiercią, podczas rozmowy telefonicznej w pokoju hotelowym Hawkinsa.
Następnego dnia kolumbijskie władze ogłosiły, że wstępne badanie toksykologiczne moczu wykazało, że w chwili śmierci w organizmie Hawkinsa znajdowało się 10 substancji, w tym opioidy, benzodiazepiny, trójcykliczne leki przeciwdepresyjne i THC. Kolumbijski Narodowy Instytut Medycyny Sądowej oświadczył, że „będzie kontynuować badania medyczne w celu całkowitego wyjaśnienia zdarzeń, które doprowadziły do śmierci Taylora Hawkinsa”, a biuro prokuratora generalnego będzie kontynuować dochodzenie w sprawie przyczyny jego śmierci „w odpowiednim czasie”.
Artykuł Andy’ego Greene’a i Kory’ego Growa z maja 2022 w czasopiśmie „Rolling Stone” przedstawiał argument, że Hawkins cierpiał na skrajne wyczerpanie w okresie poprzedzającym jego śmierć i najwyraźniej prosił, aby nie dodawać żadnych innych dat do zaplanowanej trasy. Jednak dwóch z rozmówców, Chad Smith i Matt Cameron, odrzuciło później treść artykułu, stwierdzając, że ich cytaty zostały wyrwane z kontekstu, a ich komentarze zostały przeinaczone. 

## Instrumentarium
| Perkusja Gretsch - 22" x 18" Bass Drum - 14" x 6.5" Brass Snare Drum - 6x 6" concert tom - 8x 6" concert tom - 10x 7" concert tom - 13" x 9" Rack Tom - 16" x 16" Floor Tom - 18" x 16" Floor Tom |  | Talerze Zildjian - 15" K Light Hi-Hats - 19" K Custom Hybrid Crash - 21" Avedis Sweet Ride - 20" A Custom EFX Crash - 20" A Custom China |

## Filmografia
- Sound City (jako on sam, 2013, film dokumentalny, reżyseria: Dave Grohl)[14]
- Studio 666 (jako on sam, 2022, horror / komedia, reżyseria: BJ McDonnell)[15]